# Illoks naturreservat
Illoks naturreservat är ett naturreservat i Jokkmokks kommun i Norrbottens län.
Området är naturskyddat sedan 2020 och är 160 hektar stort. Reservatet ligger öster om Kåbdalis och består av gran- och barrblandskog och små sjöar. 